# Gherardello da Firenze
Gherardello da Firenze, o anche Niccolò di Francesco (1320/1325 – 1362 o 1363), è stato un compositore italiano appartenente alla corrente musicale dell'Ars nova.

## Biografia
Gherardello era un membro di una famiglia di musicisti e suo fratello Jacopo e suo figlio Giovanni erano anch'essi compositori; nessuna delle loro musiche ci è comunque pervenuta. Egli nacque probabilmente a Firenze o nelle vicinanze e passò gran parte della sua vita nella città toscana. 
Nel 1343 il suo nome appare nelle scritture della Cattedrale di Firenze come impiegato. Questo prima che fosse costruita l'attuale cattedrale Santa Maria del Fiore. Successivamente divenne prete e fu cappellano di Santa Reparata dal 1345 al 1351 durante gli anni dell'epidemia di peste. 
Probabilmente intorno al 1351 entrò nella Congregazione dei Vallombrosani, un monastero benedettino a 30 chilometri da Firenze.
Pochi sono i dettagli degli ultimi anni della sua vita e la sua data di morte è inserita nel sonetto "Ralegratevi, Muse, or giubilate" scritto tra il 1362 ed il 1363 da Francesco di Simone Peruzzi, che parla della sua morte avvenuta a Firenze.

## Musica
Nonostante Gherardello fosse famoso per le sue musiche sacre, poco ci è rimasto di questa produzione. Un Gloria e un Agnus Dei, entrambi di Gherardello, sono fra i pochi pezzi da messa di compositori italiani del XIV secolo. Lo stile delle messe di Gherardello è simile a quello dei madrigali dello stesso periodo. I pezzi sono a due voci, con passaggi a una voce sola, in alternanza. 
Le musiche profane di Gherardello sono invece pervenute in gran quantità: dieci madrigali a due voci, cinque ballate per voce sola, ed una famosa caccia, Tosto che l'alba a tre voci. Dal punto di vista stilistico, la sua musica è tipica del primo XIV secolo, prevalentemente omoritmica, ad eccezione della caccia in cui le due voci superiori cantano un canone e la terza voce è un tenor senza testo (probabilmente strumentale) su note lunghe. In una delle sue ballate monodiche è stata riscontrata una cadenza di Landini.
Molte delle musiche di Gherardello sono presenti nel Codice Squarcialupi anche se altri manoscritti, tutti provenienti dalla Toscana, contengono suoi lavori. Sul codice esiste un ritratto, molto probabilmente, suo (ogni compositore vi è ritratto sulle pagine del codice).